# Biocristal·lització
La biocristal·lització és la formació de cristalls a partir de macromolècules orgàniques per l'acció dels organismes. Pot ser una resposta a condicions adverses que causes estres a les cèl·lules, una part normal del metabolisme com per exemple processos que eliminen productes de rebuig, o una patologia. -Els inhibitors de biocristal·lització tenen interès en l'ambit del desenvolupament de fàrmacs contra la litiasi i contra patògens que s'alimenten de sang, perquè molts d'aquests organismes utilitzen aquest procés per eliminar grups hemo de manera segura.

## ADN
Sota condicions severes d'estrès el bacteri Escherichia coli protegeix el seu ADN de possibles danys formant una estructura cristal·lina. Aquest procés és mediat per la proteïna de resposta a l'estrès anomenada Dps i permet als bacteris sobreviure diverses situacions adverses com l'estrès oxidatiu, el xoc de calor, la llum ultraviolada, la radiació gamma i els extrems de pH.

## Grup hemo

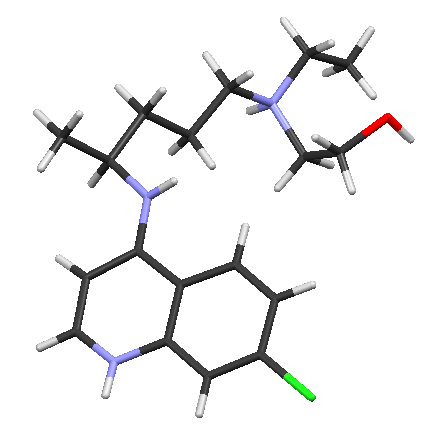
L'inhibidor de biocristal·lització cloroquina va ser desenvolupat a Alemanya en la dècada de 1930.

Els organismes que s'alimenten de sang digereixen l'hemoglobina i alliberen altes quantitats de grup hemo lliure, el qual és tòxic per les cèl·lules. Per evitar la mort cel·lular a causa de la presència d'aquesta molècula, el paràsit biocristal·litza els grups hemo lliures tot formant hemozoïna. Fins al dia d'avui, l'únic producte associat amb l'eliminació d'hematina és el pigment hemozoïna, el qual no és per definitionem un mineral i, per tant, no és format per biomineral·lització. La biocristal·lització de grups hemo ha estat identificada en hematòfags de gran importància mèdica que inclouen Plasmodi, Rhodnius i Schistosoma. La biocristal·lització de grups hemo és inhibida per antimalàrics com la cloroquina.
La biocristal·lització és una objectiu prometedor per desenvolupar antimalàrics perquè afecta un procés altament específic del paràsit de la malària i que alhora no es troba sota el control gènic del paràsit.

## Litiasi
La litiasi (formació de pedres) és un problema de salut humana global. Les pedres es poden formar en el tracte urinari i també en el tracte gastrointestinal. La formació de pedres i la formació de cristalls estan relacionades; i poden ocórrer juntes en les articulacions (gota) i en les vísceres.